# Đan Trăn
Đan Trăn (tiếng Trung: 丹臻; 1665 – 1702) là một hoàng thân của nhà Thanh trong lịch sử Trung Quốc, người thừa kế 1 trong 12 tước vị Thiết mạo tử vương.

## Cuộc đời
Đan Trăn sinh vào giờ Mẹo, ngày 10 tháng 8 (âm lịch) năm Khang Hi thứ 4 (1665), trong gia tộc Ái Tân Giác La. Ông là con trai thứ tư của Hiển Khác Thân vương Phú Thụ, và là cháu nội của Túc Vũ Thân vương Hào Cách. Mẹ ông là Trắc Phúc tấn Phú Sát thị (富察氏).
Năm Khang Hi thứ 9 (1670), phụ thân ông qua đời, ông được thế tập tước vị Hiển Thân vương (显親王) đời thứ 2, tức Túc Thân vương đời thứ 3.
Năm thứ 35 (1696), ông theo Khang Hi Đế xuất binh chinh phạt Cát Nhĩ Đan, Hãn của Chuẩn Cát Nhĩ.
Năm thứ 41 (1702), ngày 20 tháng 5 (âm lịch), buổi trưa, ông qua đời, thọ 38 tuổi, được truy thụy Hiển Mật Thân vương (显密親王).

## Gia quyến

### Thê thiếp

#### Đích Phúc tấn
- Lý Giai thị (李佳氏), con gái của Đề đốc Lý Hỗ Ba (李祜巴).

#### Trắc Phúc tấn
- Phú Sát thị (富察氏), con gái của Tham lĩnh Cát Nhĩ Bật (噶尔弼).
- Tha Tháp Lạt thị (他塔喇氏), con gái của Ngạch Nhĩ Tôn (额尔孙).

#### Thứ Phúc tấn
- Hạ Giai thị (夏佳氏), con gái của Hạ Thành Cách (夏成格).
- Văn thị (文氏), con gái của Bác Thạc Ni (博硕尼).
- Triệu Giai thị (兆佳氏), con gái của Đa Nhĩ Thái (多尔泰).

#### Thứ thiếp
- Nữu Hỗ Lộc thị (钮祜禄氏), con gái của Tắc Khắc (塞克).
- Thạch thị (石氏), con gái của Thạch Đăng (石登).
- Vương thị (王氏), con gái của Tắc Cách Sắc (塞格色).
- Hách Xá Lý thị (赫舍里氏), con gái của Nhã Đồ (雅图).
- Vương thị (王氏), con gái của Vương Tấn Cung (王晋恭).
- Lưu thị (刘氏), con gái của Lưu Thất (刘七).
- Lý thị (李氏), con gái của Lý Đại Thắng (李大胜).

### Hậu duệ

#### Con trai
| #  | Danh hiệu             | Tên            | Tên    | Sinh | Mất  | Mẹ                             | Ghi chú                                                       |
| -- | --------------------- | -------------- | ------ | ---- | ---- | ------------------------------ | ------------------------------------------------------------- |
| 1  |                       | Nạp Nhĩ Sơn    | 纳尔山 | 1685 | 1686 | Thứ Phúc tấn Hạ Giai thị       |                                                               |
| 2  | Túc Thân vương        | Thành Tín      | 成信   | 1688 | 1758 | Thứ Phúc tấn Hạ Giai thị       | Được truy phong năm 1778                                      |
| 3  |                       | Chính Nghĩa    | 正义   | 1690 | 1696 | Trắc Phúc tấn Phú Sát thị      |                                                               |
| 4  |                       | Tề Thanh Ngạch | 齐清额 | 1690 | 1691 | Thứ Phúc tấn Văn thị           |                                                               |
| 5  |                       | Thần Kỳ        | 臣奇   | 1691 | 1695 | Thứ Phúc tấn Hạ Giai thị       |                                                               |
| 6  | Hiển Cẩn Thân vương   | Diễn Hoàng     | 衍潢   | 1691 | 1771 | Trắc Phúc tấn Phú Sát thị      | Tập tước Hiển Thân vương năm 1702                             |
| 7  | Phụng quốc Tướng quân | Diễn Đức       | 衍德   | 1692 | 1763 | Trắc Phúc tấn Hắn Tháp Lạt thị |                                                               |
| 8  |                       | Thi Tung       | 施嵩   | 1694 | 1695 | Trắc Phúc tấn Hắn Tháp Lạt thị |                                                               |
| 9  |                       | Tương Đức      | 襄德   | 1695 | 1754 | Thứ Phúc tấn Hạ Giai thị       | Thừa tự của Già Lam Bảo (迦蓝保) – con trai thứ 6 của Phú Thụ |
| 10 |                       | Nghĩa Trang    | 义庄   | 1695 | 1697 | Thứ Phúc tấn Triệu Giai thị    |                                                               |
| 11 |                       | Tang Đức       | 臧德   | 1697 | 1699 | Trắc Phúc tấn Hắn Tháp Lạt thị |                                                               |
| 12 |                       | Tùng Cái       | 松盖   | 1697 | 1698 | Thứ Phúc tấn Triệu Giai thị    |                                                               |
| 13 |                       | Duyên Tự       | 延叙   | 1698 | 1699 | Thứ Phúc tấn Triệu Giai thị    |                                                               |

#### Con gái
| #  | Danh hiệu  | Sinh | Mất  | Mẹ                                 | Hôn phu                                                          |
| -- | ---------- | ---- | ---- | ---------------------------------- | ---------------------------------------------------------------- |
| 1  |            | 1680 | 1682 | Vương thị (con gái Vương Tấn Cung) |                                                                  |
| 2  |            | 1680 | 1723 | Hách Xá Lý thị                     | Bút thiếp thức Ngạn Thập (彦什) họ Hách Xá Lý                    |
| 3  |            | 1681 | 1681 | Vương thị (con gái Tắc Cách Sắc)   |                                                                  |
| 4  |            | 1685 | 1723 | Nữu Hỗ Lộc thị                     | Tô Chương (苏章) họ Quách Lạc La                                 |
| 5  |            | 1685 | 1706 | Thạch thị                          | Vĩnh Hoàn (永全) họ Ngưu                                         |
| 6  |            | 1687 | 1697 | Trắc Phúc tấn Phú Sát thị          |                                                                  |
| 7  | Huyện chúa | 1688 | 1721 | Trắc Phúc tấn Phú Sát thị          | Bối tử La Bặc Tàng (羅卜藏) – hậu duệ Ngao Hán Quận vương Ban Đệ |
| 8  | Huyện quân | 1689 | 1753 | Lưu thị                            | Bối tử Lạt Thập (喇什) – cháu trai Hiếu Huệ Chương Hoàng hậu     |
| 9  |            | 1691 | 1696 | Thứ Phúc tấn Triệu Giai thị        |                                                                  |
| 10 |            | 1695 | 1721 | Trắc Phúc tấn Tha Tháp Lạt thị     | Tá lĩnh Đa La Tể (多羅濟) họ Bác Nhĩ Tế Cát Đặc                  |
| 11 |            | 1699 | 1699 | Trắc Phúc tấn Tha Tháp Lạt thị     |                                                                  |